# 王銘
王銘（？—1393年）， 字子敬，和州（今安徽和县）人，明朝初期军事将领。
其早年跟随元帅俞通海攻下蠻子海牙水寨。当时率领敢死队进入敌军，屡次建功。后与张士诚部队大战，右臂中箭，其用佩刀把箭挑出后继续大战。此后攻陷通州等山寨，朱元璋赐白金文綺。当时在龙湾大战时，王銘独自突破敌阵，后脸部受伤。王銘三进三出，杀伤数众。后赐文綺銀碗。之后跟从大军攻破江州及其他山寨，后升任管軍百戶。后跟随常遇春攻占湖州、舊館、烏鎮，前后大战数十次，功劳甚多，后守卫松江、太仓。
洪武四年，当时比试百户中善于使枪的，没有能与王銘作对的。此后王銘升任長淮衛指揮僉事，移守溫州，并加强防御措施。后告老还乡，当时温州百姓夹道欢送。其历任右軍都督僉事，洪武二十六年，因为蓝玉案连坐而死。